# Церковь Святого Павла (Острава)
Церковь Святого Павла (чеш. Kostel svatého Pavla) — римский католический костёл в чешском городе Острава. Одно из красивейших зданий города, построенное в 1886 году. Является памятником архитектуры Остравы.

## История
Церковь Святого Павла — неоготический трехнефный костёл в районе Витковице города Острава. Здание было возведено между 1880 и 1886 годами и было освящено 10 октября 1886 года. Земельный участок площадью 12 000 м² для строительства храма и дома причта был подарен приходу Витковицким металлургическим заводом. Предприятие также предоставило строительные материалы и финансовую поддержку. Общие затраты на строительство составили 320 тысяч крон. В алтаре находятся мощи святого Яна Саркандера.

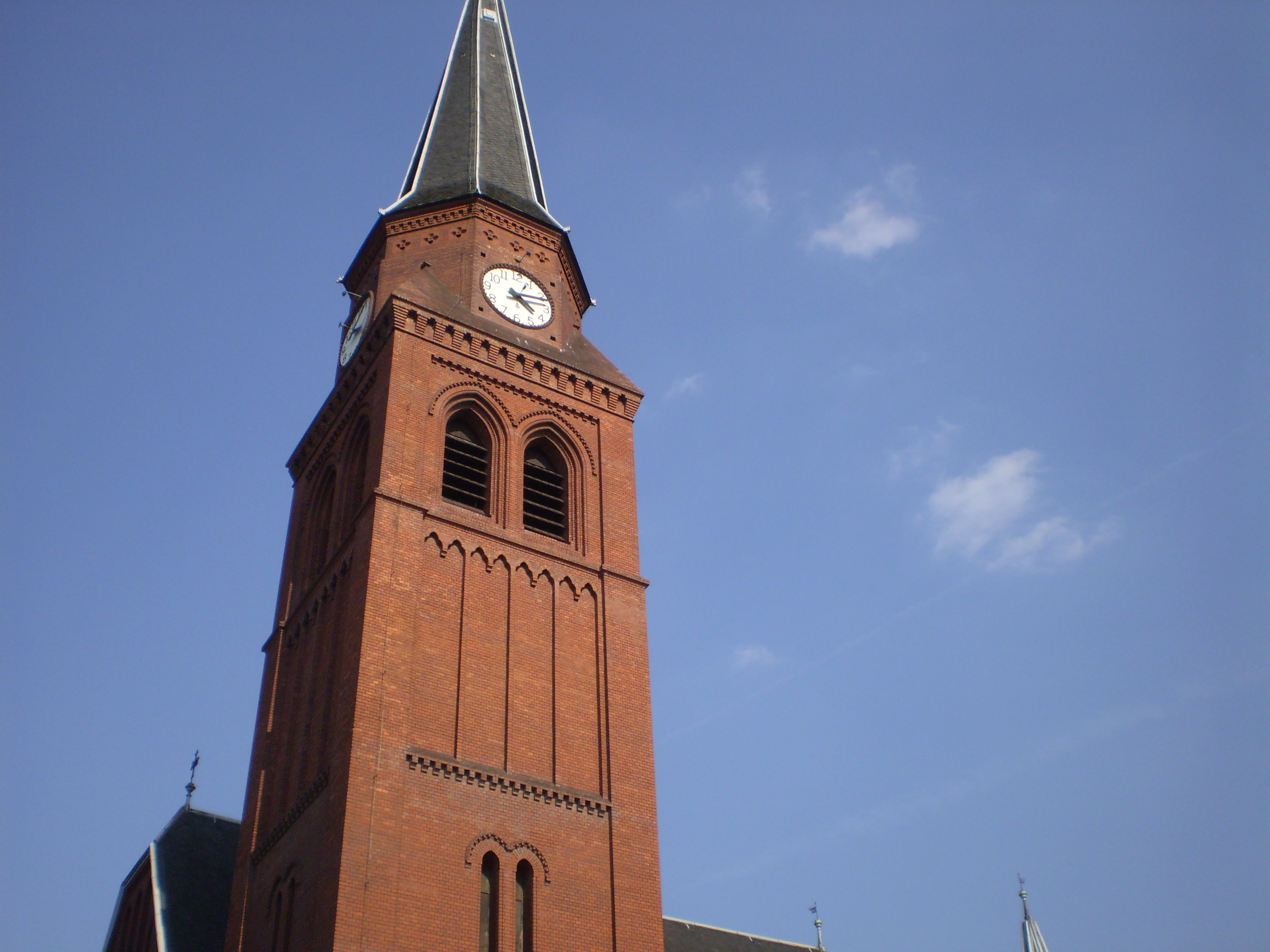
Башня церкви

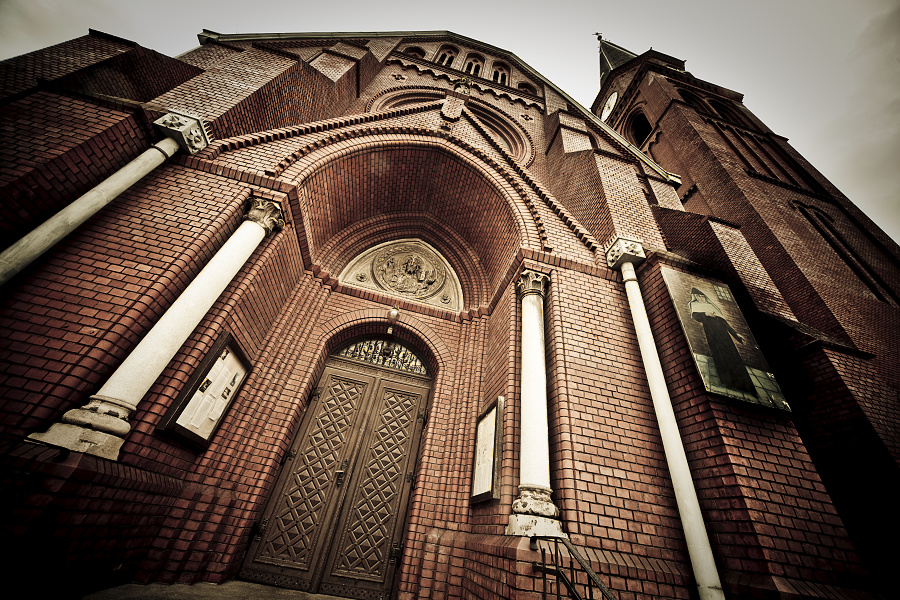
Центральный фасад церкви

После отклоненного проекта архиепископского архитектора Густава Меретты и по просьбе архиепископа Кромержижа Фридриха фон Фюрстенберга был одобрен проект венского архитектора Августа Кирштейна с отдельной колокольней. В 1882 году Витковицкий металлургический завод решил профинансировать строительство церкви. Башня была построена в 1882 году и выполняла на тот момент три функции. Над оригинальной водонапорной башней с двумя резервуарами для воды была поднята колокольня с башенными часами и пирамидальной крышей.
После окончания Первой мировой войны здесь были установлены первые три колокола, отлитые на металлургическом заводе из стального литья с порядковыми номерами 1, 2 и 3. Башня служила гидротехническим сооружением, пожарной каланчой и колокольней. С 1883 по 1886 годы была пристроена трехнефная церковь в неоготическом стиле. Вся конструкция построена из неоштукатуренного красного кирпича. В непосредственной близости был построен дом священника.
Строительство новой приходской церкви означало также необходимость основания нового прихода. В связи со строительством Храма Спасителя, тогдашние представители выступили против создания нового духовного управления, а Верховный административный суд был вынужден вмешаться. Витковицкий приход был утверждён в 1888 году.

## Современная история церкви
Вокруг церкви проходила трамвайная линия, работа которой нарушала статику здания. Транспортное полотно было разобрано в 1996 году, а церковь подверглась реконструкции экстерьера и интерьера. В настоящее время она является памятником архитектуры остравского городского округа Витковице. Церковь Святого Павла также была зарегистрирована как памятник культуры Чешской Республики и находится в городской охранной зоне.